# Ойґен Зенґер
Ойґен Зенґер (нім. Eugen Sänger; 22 вересня 1905 — 10 лютого 1964) — австрійсько-німецький учений-фізик в галузі ракетної техніки, керівник проєкту «Silbervogel».

## Біографія
Народився в селищі Пресніц в Богемському королівстві, Австро-Угорщина (Пржисечніце, нині затоплений, частково увійшов до складу села Криштофови Гамр, Чехія).
Навчався у Технічному університеті Граца. У 1929 році закінчив Вищу технічну школу у Відні, де пізніше працював асистентом.
У 1934 році опублікував статтю про можливість створення дальнього ракетного бомбардувальника.
Після окупації Австрії очолював роботи по проєкту «Срібний птах». У 1941 році в червні проєкт виявився заморожений. Зенґер став працювати у ДФС. У 1944 році роботи поновилися, однак до кінця війни проєкт так і не був реалізований.
Після 1945 року Зенґер працював у Франції, Англії та Швейцарії, досліджував теорію фотонного ракетного двигуна. У 1957 році повернувся до Німеччини. Помер в 1964 році в Берліні.

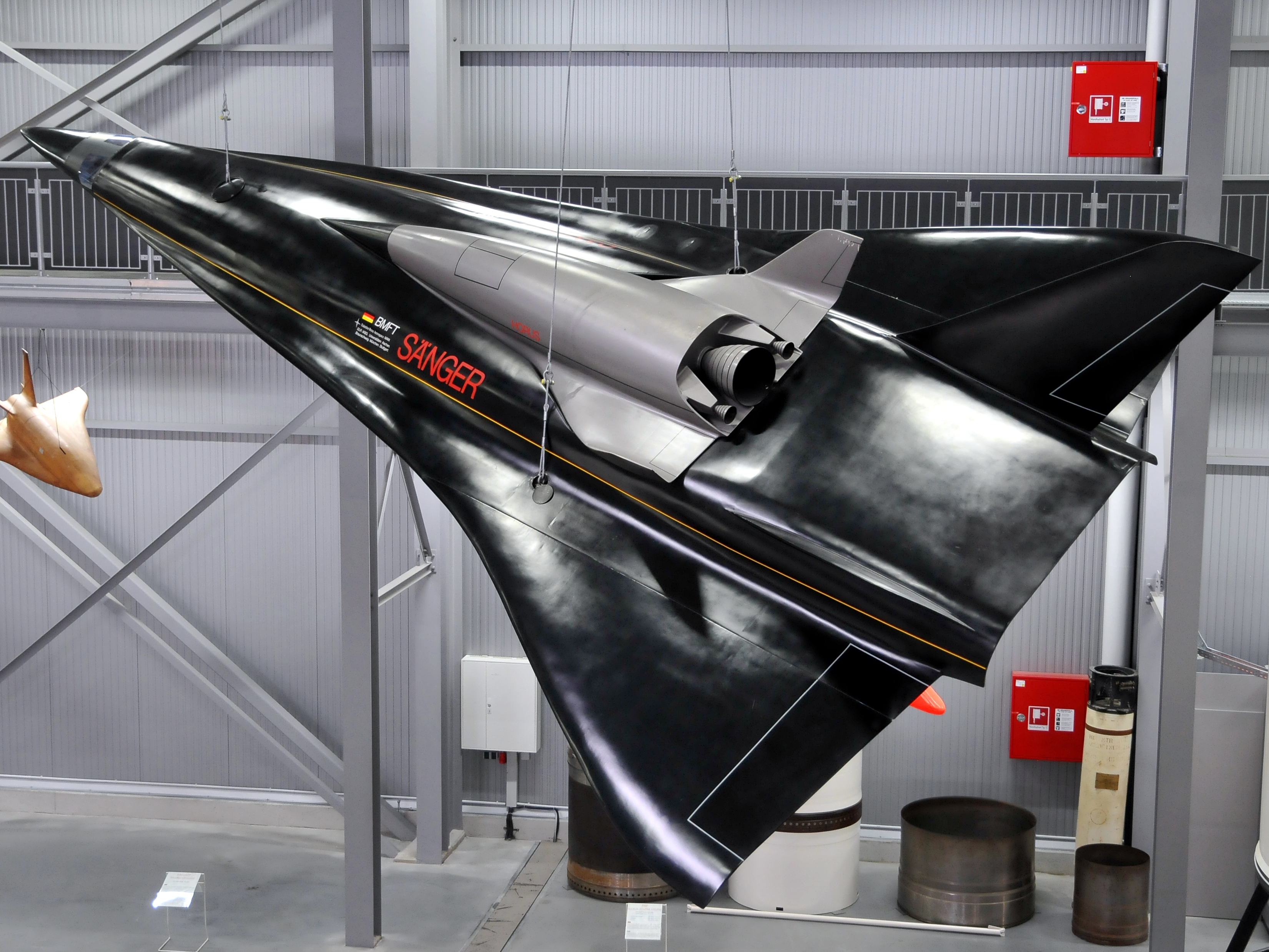
Модель концепт Зенґер II на Technik Museum Speyer

Роботи Зенґера викликали сильний інтерес з боку союзників. Сталін, згідно з деякими джерелами, наказав викрасти інженера і вивезти в Радянський Союз.
Був одружений з математиком Іреною Брендт, яка здійснювала розрахунки за його проєктом.

## Пам'ять
У Німеччині в 1990—2000 роках був розроблений та названий на честь Ойґена Зенґера нереалізований проєкт двоступеневої авіаційно-космічної системи з горизонтальним стартом і посадкою Зенґер-2.

## У літературі
- В альтернативно-історичних дослідженнях іноді розглядаються можливості реалізації проєкту Зенґер в 40-х роках в Німеччині:
  - У книзі Максима Калашникова «Зламаний Меч Імперії» наводиться фантастичний текст про перший космічний політ в 1947 році саме за допомогою «Silbervogel»[6].
  - У романі «Юбер аллес» Юрія Нестеренка та Михайла Харитонова згадується Космоплан «Норд», розроблений Зенґером на базі «Silbervogel» і виведений на орбіту в 1953 році[7].
- У повісті братів Стругацьких «Майже такі ж» згадується одиниця вимірювання характеристик фотонного двигуна «Зенґер».